# Fountain (kunstwerk)

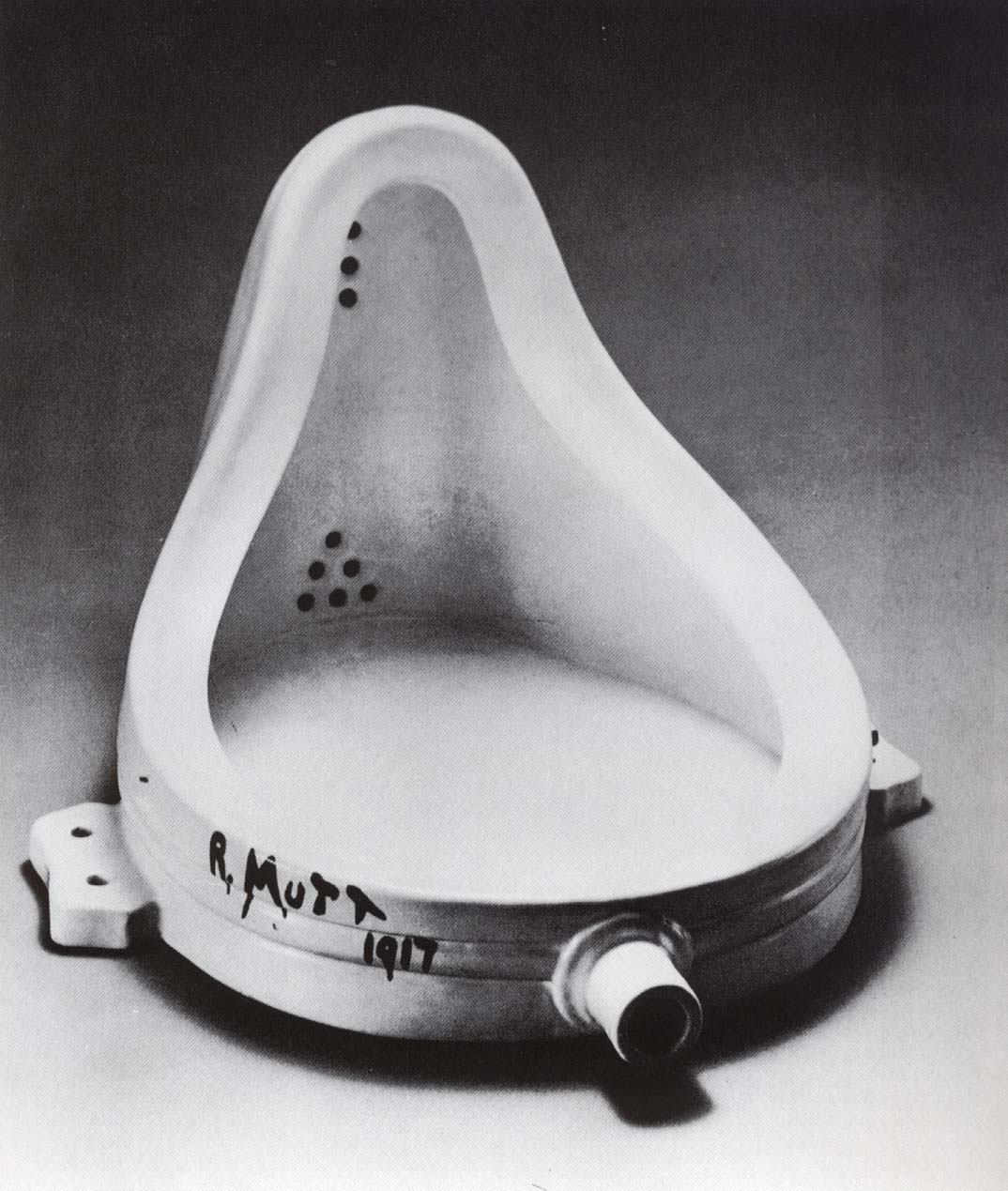
Fountain, 1917.

Fountain was een industrieel vervaardigd urinoir, dat in 1917 onder een fictieve naam als kunstwerk werd ingezonden voor een expositie in New York. Deze exponent van het Dadaïsme, een readymade, wordt algemeen aan Marcel Duchamp toegeschreven, al zijn er de laatste jaren meerdere kunsthistorici en auteurs die aannemen dat niet Duchamp, maar de Duitse kunstenares Elsa von Freytag-Loringhoven de maker van Fountain is geweest.
In 2004 werd Fountain door een panel van vijfhonderd professionals in de wereld van de kunst uit Engeland verkozen tot invloedrijkste kunstwerk van de twintigste eeuw.

## Geschiedenis
Het kunstwerk werd op 10 april 1917 onder de naam van een onbekende kunstenaar, Richard Mutt, ingediend, vlak voor de opening van de tentoonstelling in het Grand Central Palace van de Society of Independent Artists (SIA), een juryloze expositie te New York, waarvan Duchamp medeorganisator was. Het op zijn achterkant liggende porseleinen urinoir werd als kunstwerk gepresenteerd. De inzending was gesigneerd "R. Mutt 1917". Buiten de presentatie als beeld, namelijk een kwartslag gedraaid, buiten de fantasiesignatuur en de titel Fountain (Fontein) had de toen onbekende kunstenaar voor zover bekend niets aan het object toegevoegd behalve een inschrijvingskaart voor de tentoonstelling. Wél had die met zijn of haar daad een alledaags gebruiksvoorwerp van zijn gebruikelijke functie ontdaan en gepromoveerd tot een kunstwerk.
Een krappe meerderheid van de aanwezige commissieleden van de vereniging vond het werk ongepast en weigerde het (ondanks het principe van ‘geen jury’) tentoon te stellen, tot woede van Duchamp, die daarop uit het bestuur van de SIA stapte. Wat er nog rest van Fountain is een foto van het urinoir, gemaakt door Alfred Stieglitz, die het kort na het weigeringsschandaal met de achterkant op een sokkel in zijn studio fotografeerde. De foto staat, van onderen bijgesneden, in het tweede nummer van het kunstblaadje The Blind Man van Duchamp en zijn medestanders Beatrice Wood en Henri-Pierre Roché, dat direct na de laatste dag van de tentoonstelling werd uitgebracht. Het is voor een groot deel gewijd aan Fountain door Richard Mutt. Dankzij dit blaadje weten we van Fountain. Een originele afdruk van de foto dook voor het eerst pas op na Duchamps dood. Op de foto van Fountain staat op de rand linksonder de signatuur “R. MUTT 1917” te lezen. Overigens is het niet zeker dat de signatuur op het urinoir is aangebracht. Enkele onderzoekers menen dat dit onwaarschijnlijk is en dat die mogelijk op de foto van Stieglitz is aangebracht.

## De kunstenaar
De ondertekening van het werk met "R. Mutt" leidde tot allerlei speculaties. Kunstkenners gaan er meestal van uit dat Duchamp het onder een pseudoniem inzond om de bereidheid van de organisatie te testen kunstwerken te aanvaarden die niet voldeden aan conventionele esthetische en morele normen, en om een debat op gang te brengen over de waarde van originaliteit en de autoriteit van de kunstenaar. Anderen, zoals William Camfield, Irene Gammel en John Higgs wijzen erop dat Duchamp zelf, in een brief aan zijn zus op 11 april 1917, toegaf, dat niet hij maar een van zijn vrouwelijke kennissen het urinoir had ingezonden. Duchamp heeft deze vriendin nooit bij naam genoemd, maar er werden twee kandidaten voorgesteld: de dadaïstische kunstenares Elsa von Freytag-Loringhoven, en Louise Norton, die een essay bijdroeg aan The Blind Man over Fountain. Het zijn met name de Britse kunsthistoricus Glyn Thompson en biografe Irene Gammel die beweren dat Elsa von Freytag-Loringhoven de pot signeerde. Ze menen onder andere haar handschrift te herkennen en "R. Mutt" als haar woordgrapje (“Armut”) te zien. Het handschrift komt echter juist overeen met dat van Duchamp, niet met dat van Elsa von Freytag-Loringhoven. Zo zijn bij Duchamp de spitsen van de M scherp, bij Von Freytag-Loringhoven rond; het been van de R is bij Duchamp schuin, bij Von Freytag-Loringhoven nagenoeg horizontaal. 

### Discussie
De bewering dat Elsa von Freytag-Loringhoven het urinoir Fountain heeft ingediend is weersproken door een aantal andere kunsthistorici. Naast de handschriftvergelijking zijn er meerdere punten die Von Freytag-Loringhovens betrokkenheid bij Fountain onwaarschijnlijk maken, onder andere:
- De vriendin van Duchamp, zoals vermeld in bovengenoemde brief aan zijn zusje Suzanne: Marcel Duchamp en Elsa von Freytag-Loringhoven hebben elkaar weliswaar goed gekend, maar het is niet bekend of dat ten tijde van de indiening van Fountain ook al het geval was. Louise Norton was al vanaf 1915 een goede vriendin van Duchamp en leverde het hoofdartikel “The Richard Mutt Case” voor The Blind Man.
- Op het etiket dat aan het urinoir op de foto van Stieglitz hangt, staat het adres van Louise Norton. In een brief over de Fountain-zaak van kunstenaar Charles Demuth aan kunstcriticus Henry McBride van de New Yorkse krant The Sun worden voor meer informatie de telefoonnummers van Duchamp en Norton genoemd. Dit wijst op betrokkenheid van Louise Norton bij Fountain.
- Ook kunstenaar Beatrice Wood was een vriendin van Duchamp, en werkte met hem samen voor The Blind Man. In haar dagboek vermeldde ze (7 april 1917, drie dagen voor indiening van Fountain): ‘Independent. […] Discussion about “Richard Mutt’s” exhibition […].’
- Louise Norton en Beatrice Wood hebben aangegeven Elsa von Freytag-Loringhoven nooit gekend te hebben.[15]
- Alfred Stieglitz vermeldde in een brief van 23 april 1917 (in een passage van 19 april) aan zijn vriendin Georgia O’Keeffe dat het urinoir door een jonge vrouw was ingediend (en dat hij het op verzoek van Duchamp en enkele kompanen gefotografeerd had). Elsa was op dat moment al 42 jaar oud; Norton was 28 en Wood 24.
- Elsa von Freytag-Loringhoven heeft zelf nooit gespeculeerd over haar bijdrage aan Fountain.
- Von Freytag-Loringhovens assemblage God (1917), een ijzeren zwanenhals gemonteerd op een houten verstekbak, gemaakt in samenwerking met de kunstenaar Morton Schamberg, wordt in verband gebracht met Fountain. God zou qua werkwijze en thematiek overeenkomen met Fountain en daarmee een aanwijzing zijn voor haar betrokkenheid bij het urinoir. Fountain was echter als readymade een nieuwverworven voorwerp, terwijl Von Freytag-Loringhoven in de regel gebruikte gevonden voorwerpen voor haar kunstwerken uitzocht.